# Viliaric
Viliaric o Uiliaric (... – VI secolo) è stato un editore, amanuense e libraio goto.

## Biografia
Operante a Ravenna sotto Teodorico, è attestato come il primo libraio ed editore del Regno ostrogoto, ed il primo ad utilizzare le lettere iniziali figurate. Realizzò il manoscritto di Orosio conservato alla Biblioteca Laurenziana di Firenze (Plut. 68.1)  e una versione della Bibbia di Ulfila in caratteri d'argento oggi nota come Codex Argenteus, conservata alla Biblioteca Universitaria di Uppsala.